# Aeropuerto Chimborazo
El Aeropuerto Chimborazo (IATA: RIO, OACI: SERB) es un aeropuerto que da servicio a la ciudad de Riobamba en la provincia de Chimborazo, Ecuador.
La baliza no direccional del aeropuerto de Riobamba (ident: RIO) está ubicada en el campo.

## Descripción
Desde que empezó a operar en 1941, el aeropuerto de Riobamba nunca ha cerrado sus puertas. La actual terminal data de 1981. A pesar de que se suspendieron los vuelos comerciales Quito-Riobamba en 2004, inaugurados ese mismo año por la aerolínea ATESA, las aeronaves privadas y chárter aterrizan allí periódicamente e, incluso, es utilizado por funcionarios del Gobierno ecuatoriano. 
La pista cuenta con 1600 metros de largo por 30 de ancho, y se utiliza solo para aviación menor, es decir jets o avionetas de hasta 35 pasajeros. El sitio está rodeado de casas y lugares comerciales como el Multiplaza, los condominios de la Saboya militar y otros. Se espera construir alrededor un parque familiar, conjuntos habitacionales, entre otros.
En el aeropuerto trabajan seis personas de la Dirección General de Aviación Civil (DGAC) que ayudan a los aterrizajes desde la torre de control. En promedio, se registran 35 vuelos mensuales. En el último año, se ha debatido en el concejo cantonal de Riombamba el uso del espacio que ocupa este aeropuerto.

## Estadísticas
|      | Pasajeros nacionales |
| ---- | -------------------- |
| 2016 | 0                    |
| 2017 | 0                    |
| 2018 | 0                    |
| 2019 | 0                    |
| 2020 | 22                   |
| 2021 | 38                   |
| 2022 | 236                  |
| 2023 | 19                   |